# Basilica dell'Annunciazione
(Iscrizione sull'altare della cripta)
La basilica dell'Annunciazione (in ebraico בזיליקת הבשורה‎?) è il principale luogo di culto cattolico della città di Nazareth, in Israele. Sorge sul luogo in cui, secondo la tradizione cristiana, l'arcangelo Gabriele annunciò a Maria la prossima nascita di Gesù.
È una delle mete principali e irrinunciabili dei pellegrini che visitano la Terra santa, insieme alla basilica della Natività di Betlemme e alla basilica del Santo Sepolcro di Gerusalemme.

## Storia
Già nel primo secolo, i discendenti della famiglia di Maria costruirono nel luogo un edificio sacro. La prima basilica venne elevata nel V secolo secondo lo stile bizantino dell'epoca.
Nell'XI secolo, quando in Terra santa si instaurò la dominazione dei cristiani latini con Baldovino I, si ricostruì la vecchia basilica in decadimento, restaurandola in stile romanico. Il monumento, ricco e sontuoso, venne abbattuto da Baybars, che salvò solo la grotta santa.
Solo nel 1620, il custode di Terra Santa Tommaso Obicini ottenne la concessione dei resti della basilica.
Nel 1730 fu concesso di erigere una chiesa sulla grotta dell'Annunciazione, ampliata nel 1871 ed abbattuta nel 1955 per la costruzione dell'attuale basilica. Padre Viaud, Padre superiore dell'epoca, nel 1909 raccontò di come scoprì quasi per caso il perimetro della basilica romanica. Da qui prese l'avvio il progetto dell'attuale santuario.
Gli scavi, condotti dall'archeologo francescano Camillo Bellarmino Bagatti della Custodia di Terra Santa tra il 1955 ed il 1969, in vista della costruzione della basilica attuale (edificata tra il 1960 ed il 1969), hanno messo alla luce i resti di due chiese precedenti, una bizantina e una crociata e addirittura qualche rudere del primitivo edificio giudeo-cristiano. Sono stati effettuati anche numerosi ritrovamenti di elementi mobili o separati dalla sede originale (lacerti musivi, capitelli, colonne). Oggi la maggior parte di essi è conservata nell'annesso museo francescano.
La dedicazione della nuova basilica avvenne il 25 marzo del 1969, presieduta dal cardinale francese Gabriel-Marie Garrone, allora prefetto della Congregazione per l'educazione cattolica.

## Descrizione

### Architettura
La basilica attuale è di costruzione moderna, edificata negli anni sessanta del Novecento su progetto dell'architetto italiano Giovanni Muzio. L'edificio è costituito da una basilica inferiore ed una superiore che hanno un'unica facciata ad ovest.

#### Facciata

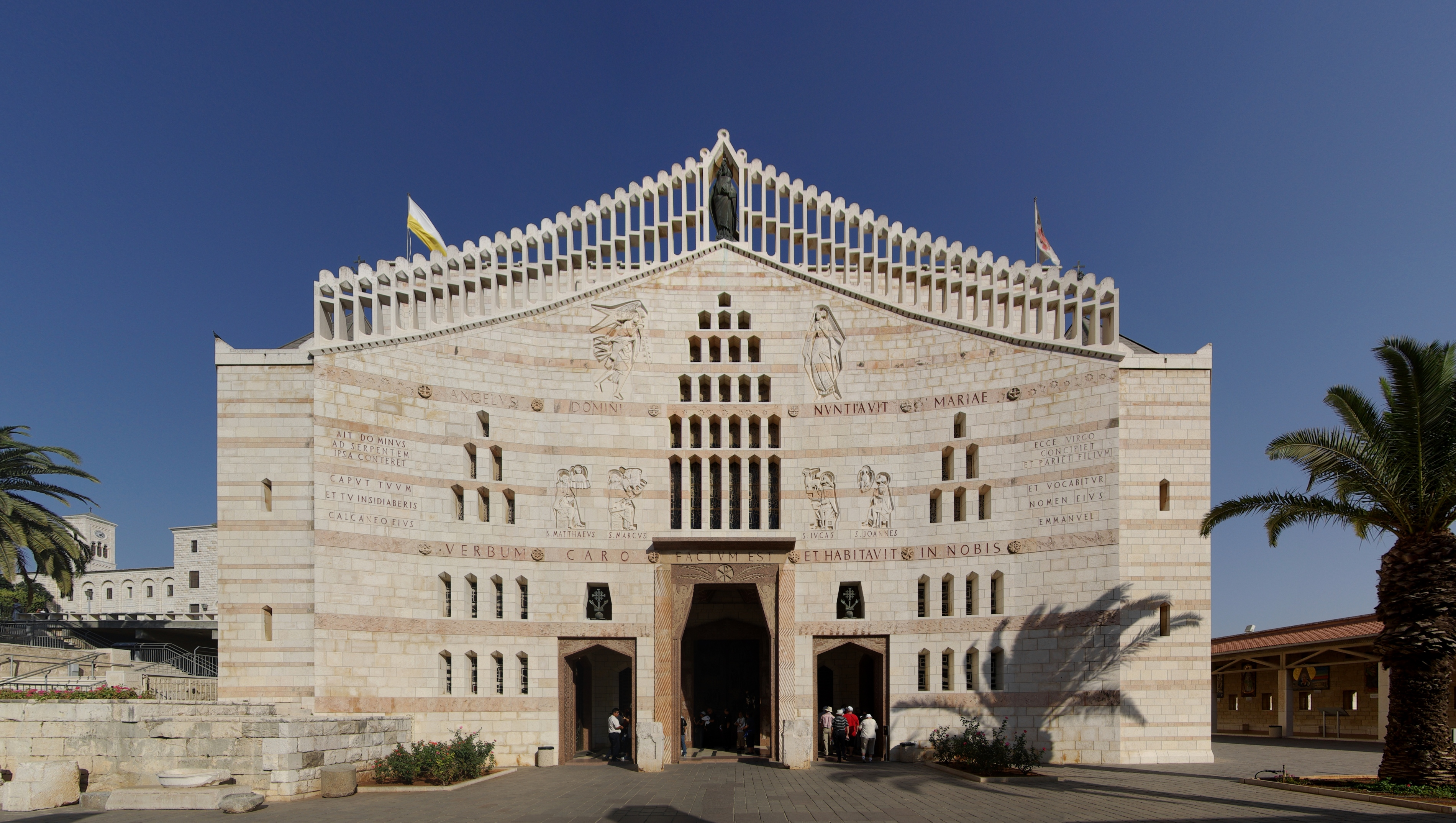
La facciata

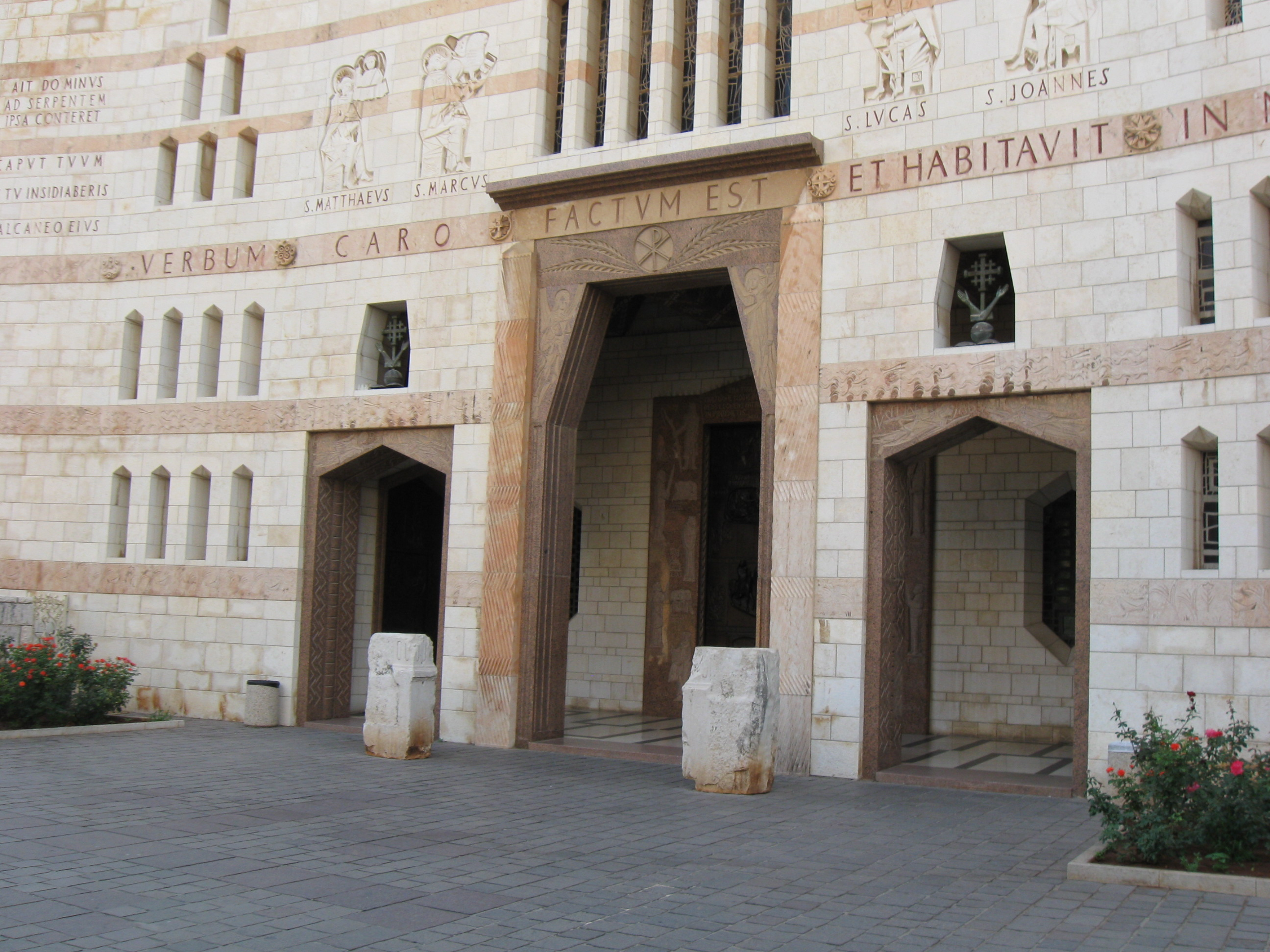
Il portico

La facciata principale della basilica, rivolta verso ovest, è a capanna, con particolare coronamento traforato recante, al centro, la statua bronzea di Gesù.
La facciata, in blocchi di pietra bianca, è suddivisa da strisce orizzontali in pietra rosa sulle quali sono scolpite motivi con fiori, uccelli, il mare, il fuoco e le stelle. Sulla terza e sulla sesta fascia, sono scolpite, in lingua latina, le parole dell'Angelus: Angelus Domini nuntiavit Mariae (in italiano: L'angelo del Signore portò l'annuncio a Maria, sulla sesta fascia dal basso) e Verbum caro factum est et habitavit in nobis (in italiano: Il Verbo si fece carne e venne ad abitare in mezzo a noi, sulla terza fascia).
La facciata è decorata da alcune immagini in rilievo raffiguranti Maria e l'Angelo (sopra la sesta fascia) e i quattro evangelisti (sopra la terza fascia) così disposti: da sinistra, Matteo, Marco, Luca e Giovanni. Ai due margini della facciata, sono scolpite delle citazioni dall'antico testamento.
La terza fascia dal basso segna la posizione del pavimento della basilica superiore e del soffitto della basilica inferiore. Sotto di essa, si apre, con tre aperture, il portico, che introduce alla chiesa inferiore. Esso, con soffitto in mosaico policromo, ospita tre porte in bronzo e rame raffiguranti Scene della vita di Gesù (portale centrale), Adamo ed Eva, il diluvio, Noè e il patto con Abramo (portale di sinistra) e la Storia di Giona (portale di destra). Ai lati del portico, si aprono sedici strette monofore disposte in due gruppi costituiti da due file di quattro finestre ciascuna.
Sopra la terza fascia, nell'area relativa alla basilica superiore, vi sono tre gruppi triangolari composti anch'essi da strette monofore, due da sei ai lati ed uno da ventiquattro al centro.
Ai due lati della facciata, vi sono delle tozze torrette ottagonali, all'interno delle quali si trovano le due scalinate che mettono in comunicazione le due basiliche.

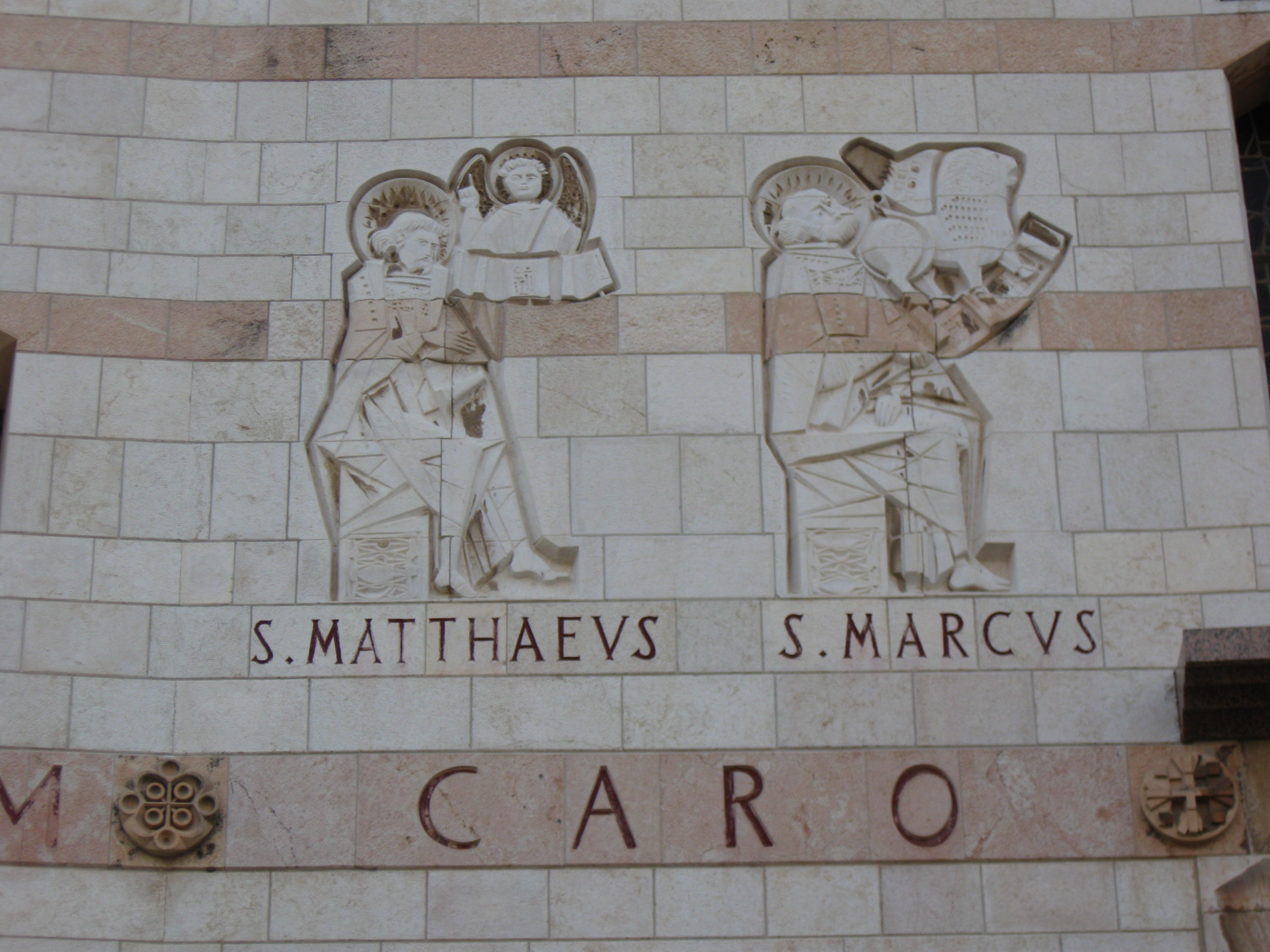
Gli evangelisti Matteo e Marco
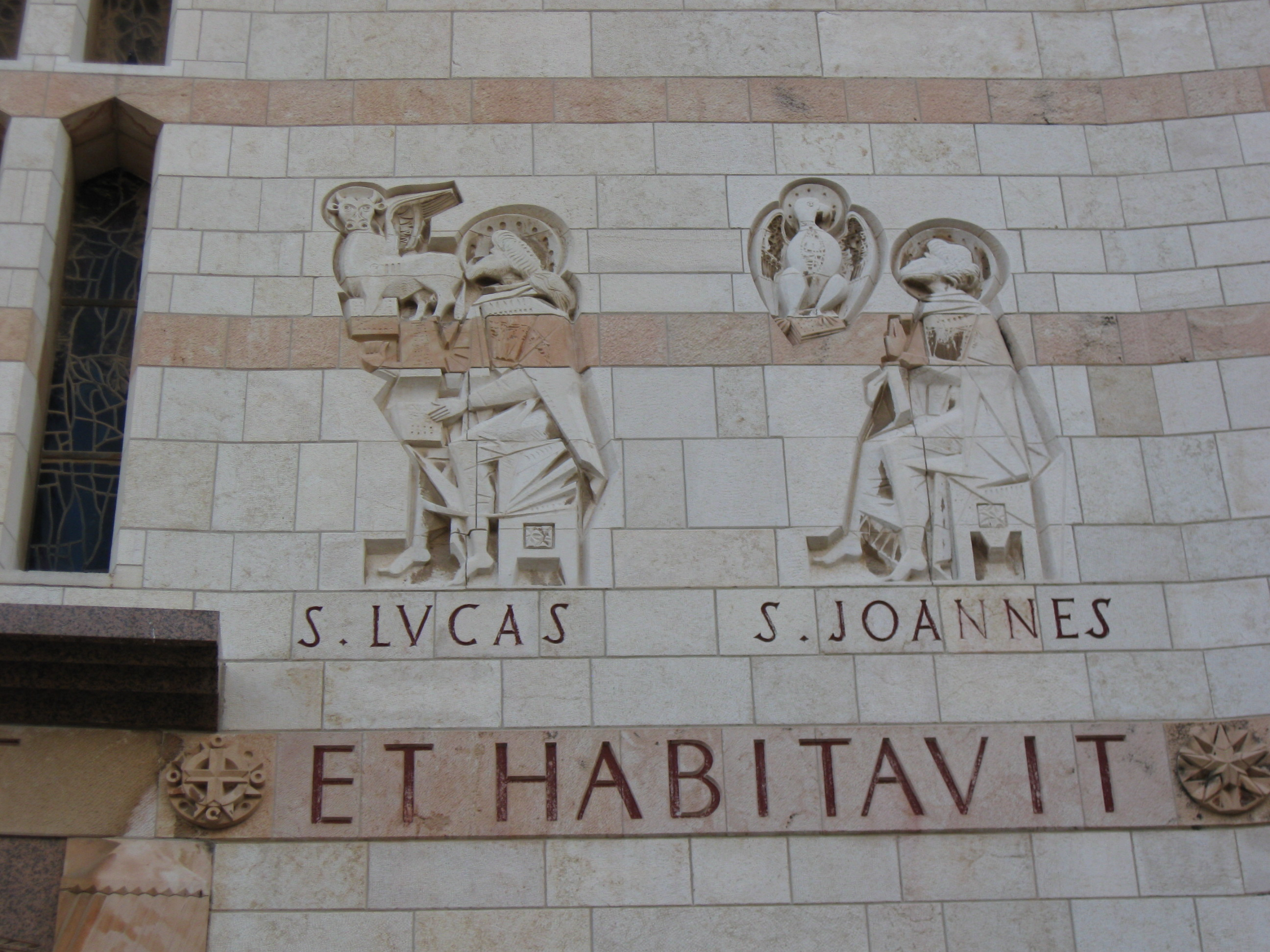
Gli evangelisti Luca e Giovanni
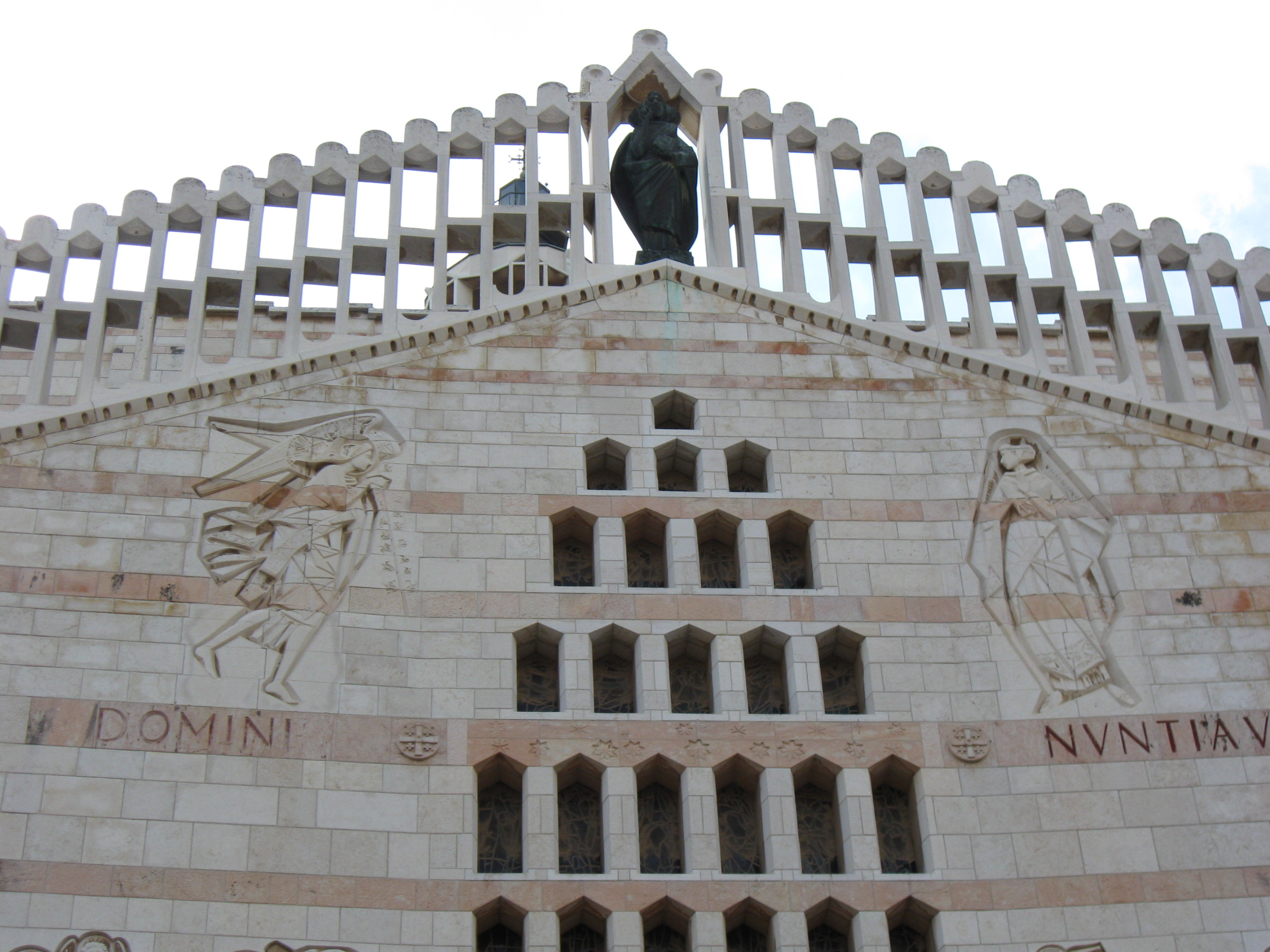
Le figure dell'Annunciazione
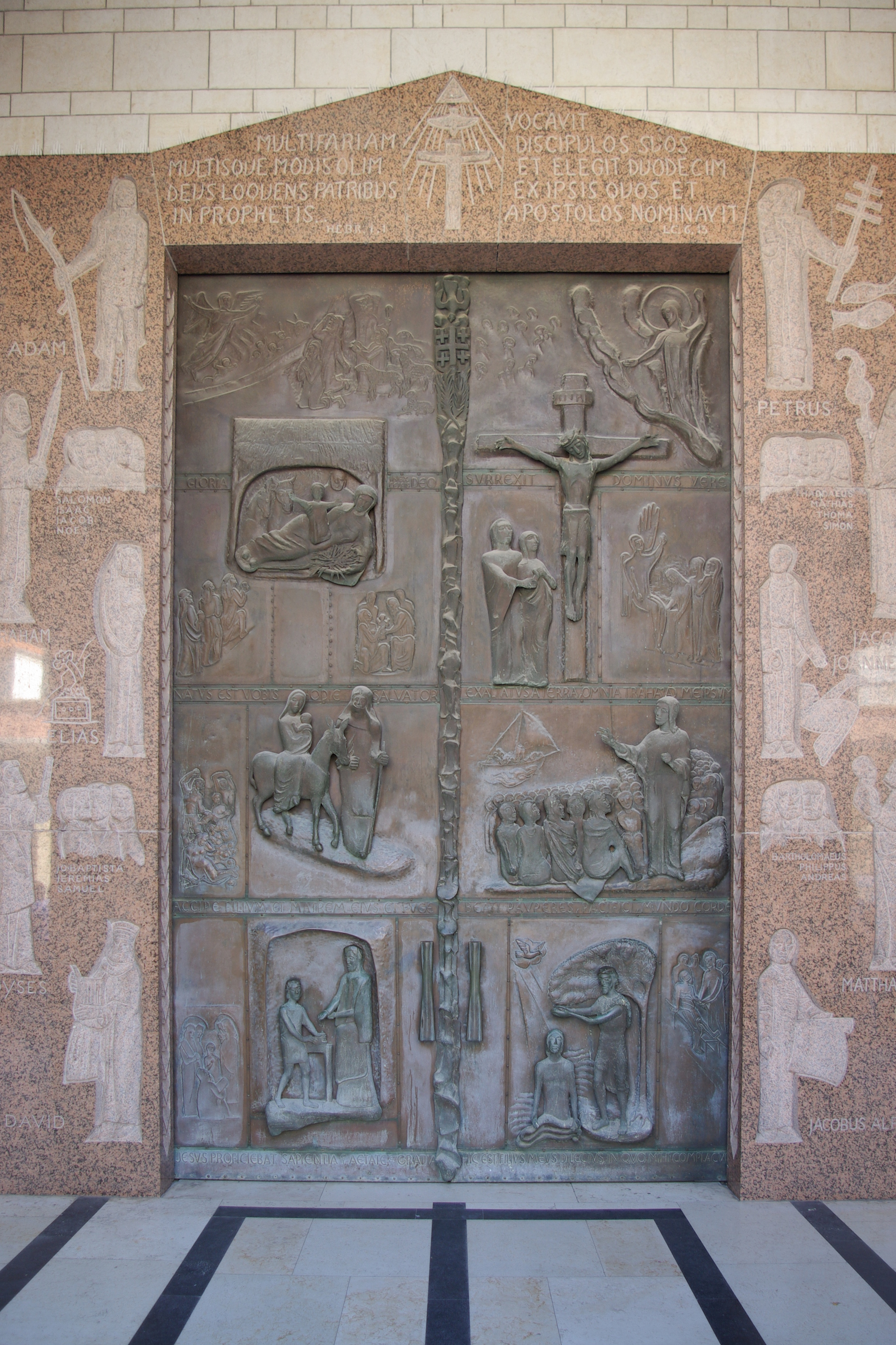
Il portale centrale

#### Basilica inferiore

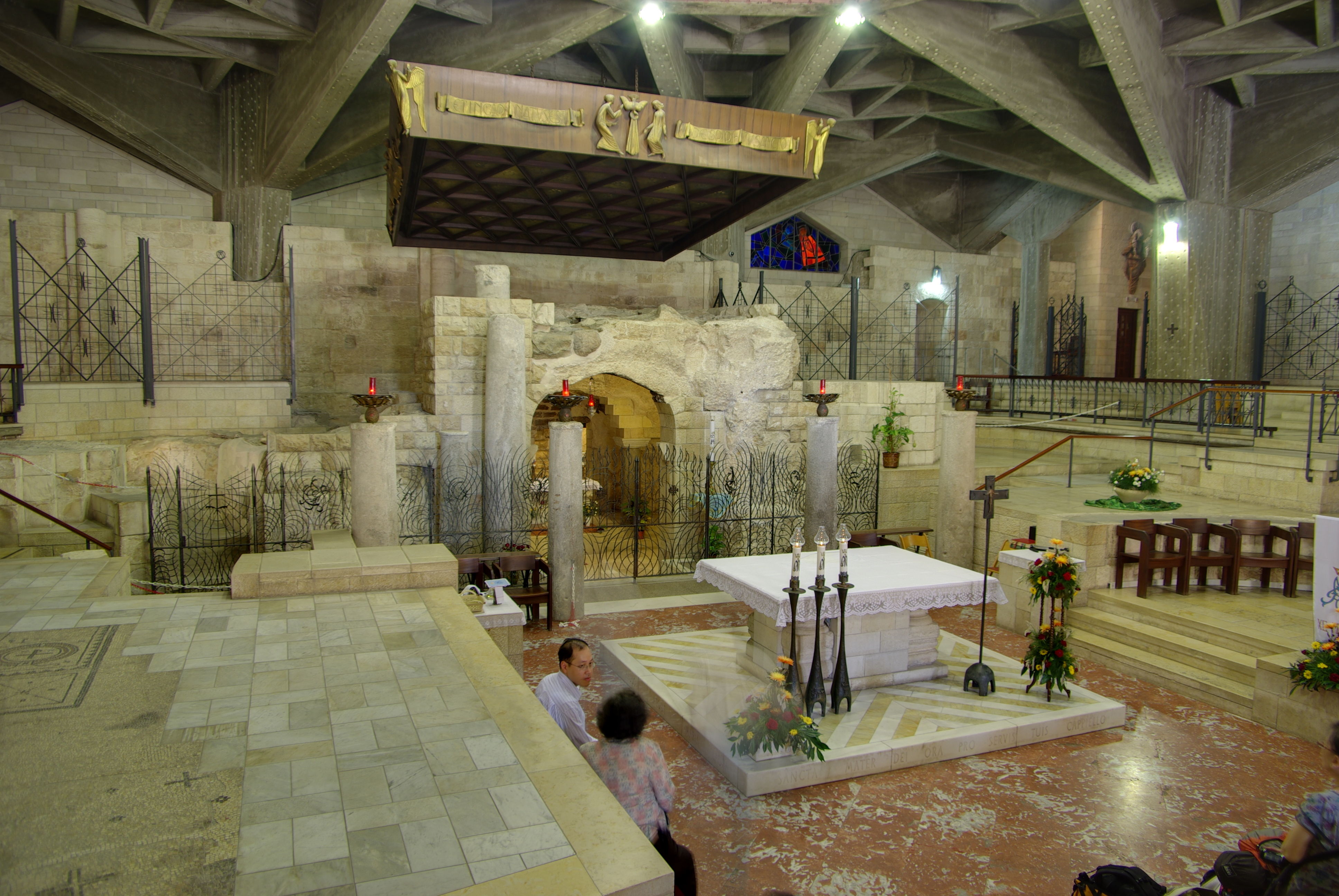
Il presbiterio della basilica inferiore

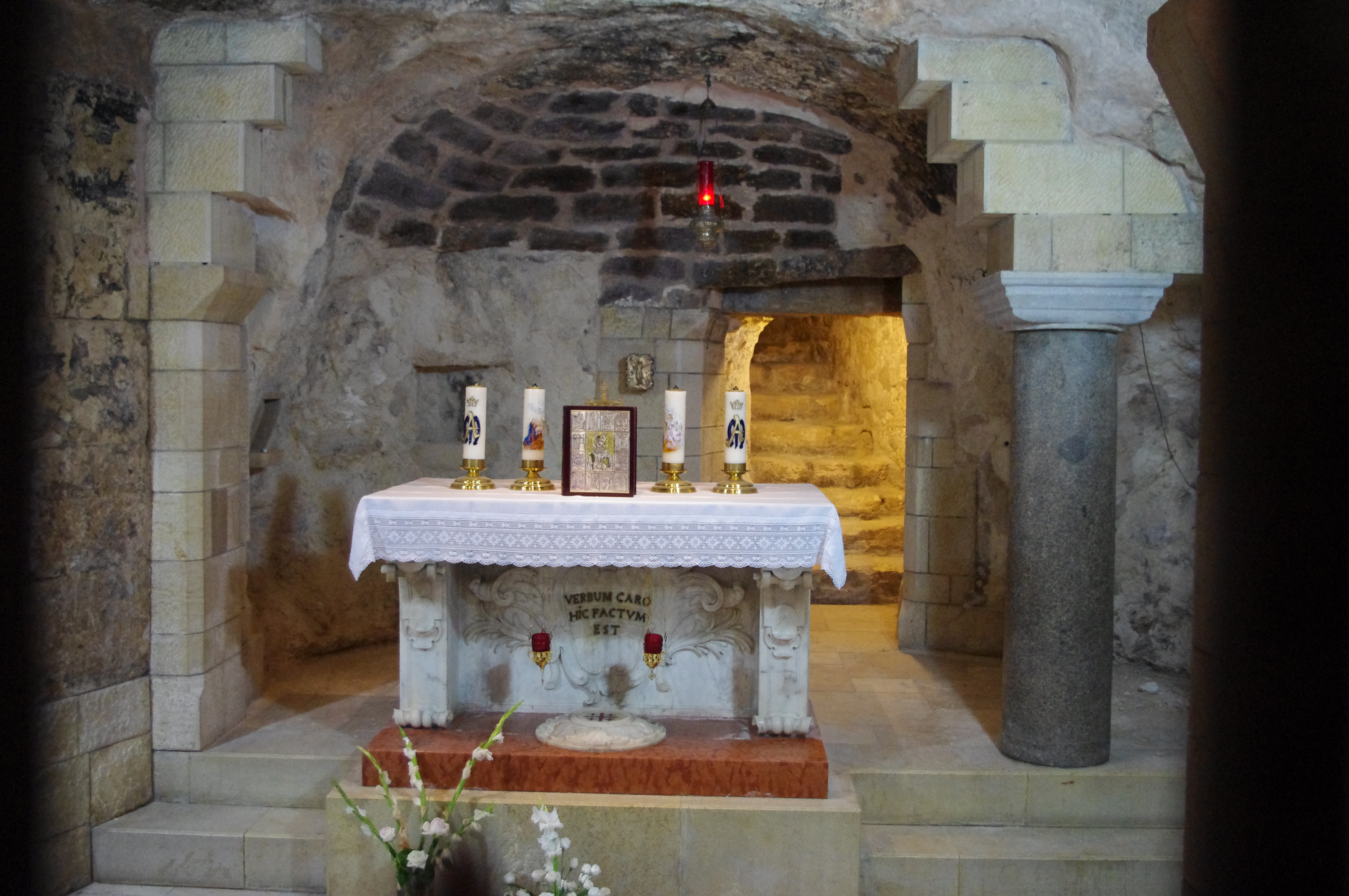
La grotta dell'Annunciazione

Si accede alla basilica inferiore dai tre portali della facciata principale.
Il vasto ambiente interno, che si sviluppa in larghezza e lunghezza piuttosto che in altezza, è suddiviso in tre navate, due gemelle laterali, una più grande centrale, da pilastri in cemento.
Lungo le pareti laterali e la parete fondale, si aprono molte cappelle di varie dimensioni. Una di queste, posta lungo la parete di fondo, è costituita dall'abside della chiesa romanica eretta dai crociati. Semicircolare e con muratura costituita da spessi blocchi di pietra chiara, presenta un moderno altare e un tabernacolo neogotico. Sempre sulla parete di fonde, posta in asse con l'altare maggiore della basilica superiore, si apre la moderna cappella del Crocifisso, a pianta semicircolare, con elaborato ciborio in stile moderno.
Il moderno presbiterio è ad una quota più bassa rispetto al pavimento della basilica inferiore e vi si accede tramite due rampe di scale. Esso, orientato trasversalmente rispetto al resto della chiesa, sicché, entrando dalla facciata principale, si viene ad avere l'altare sulla sinistra e non al centro, è costituito da uno spazio centrale quadrato con altare, affiancato da un'esedra semicircolare in cui si trova la sede; alle spalle dell'altare, vi è un elaborato cancello in ferro battuto che chiude il prospetto della grotta dell'Annunciazione, il centro di tutto il santuario.
La grotta dell'Annunciazione è tradizionalmente identificata con la casa di Maria. Si ritiene che la casa fosse costituita di una parte scavata nella roccia (la grotta) e di una parte in muratura. Quest'ultima non è più presente in loco: secondo la tradizione, fu trasportata tra il 1291 e il 1294 a Loreto nelle Marche, dove è conservata all'interno della basilica della Santa Casa. All'interno della grotta si trovano attualmente l'altare barocco della vecchia chiesa e il moderno tabernacolo.

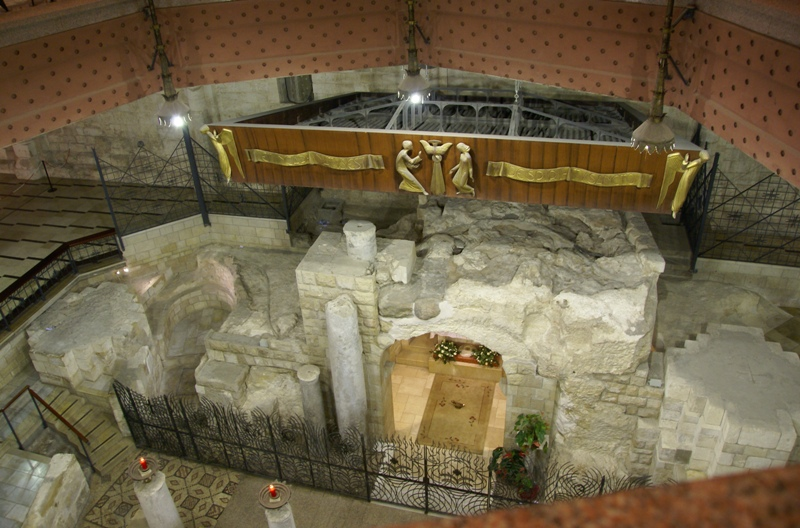
La grotta vista dalla basilica superiore
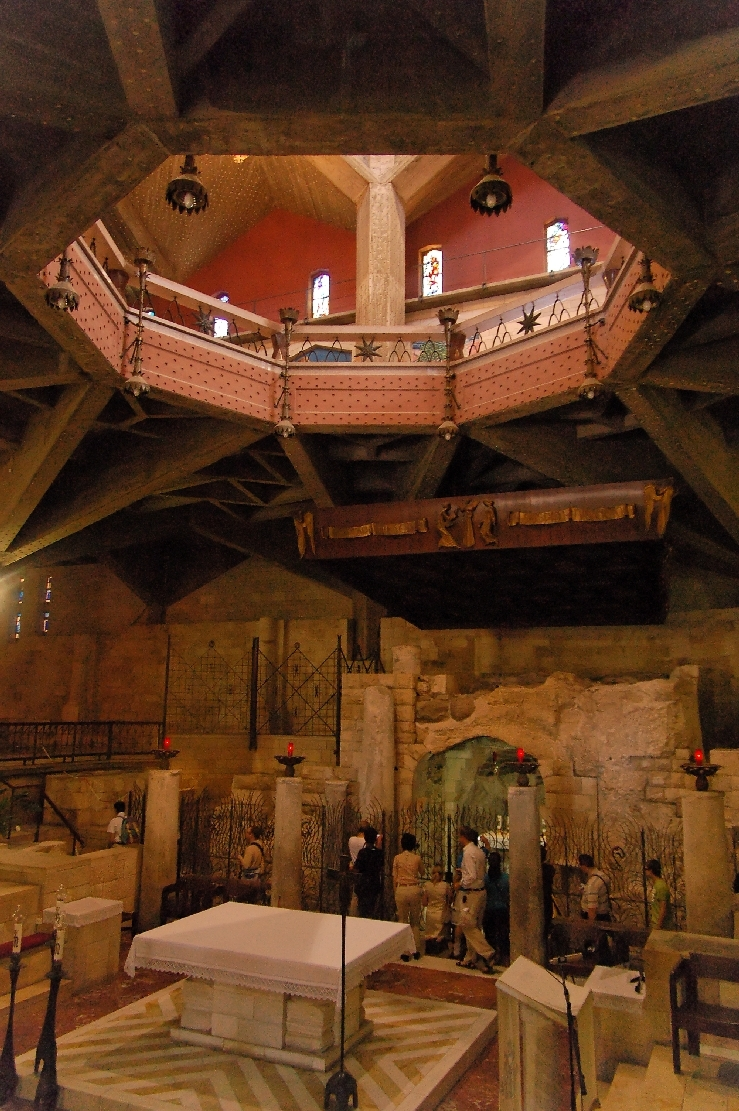
Il presbiterio e l'affaccio dalla chiesa superiore
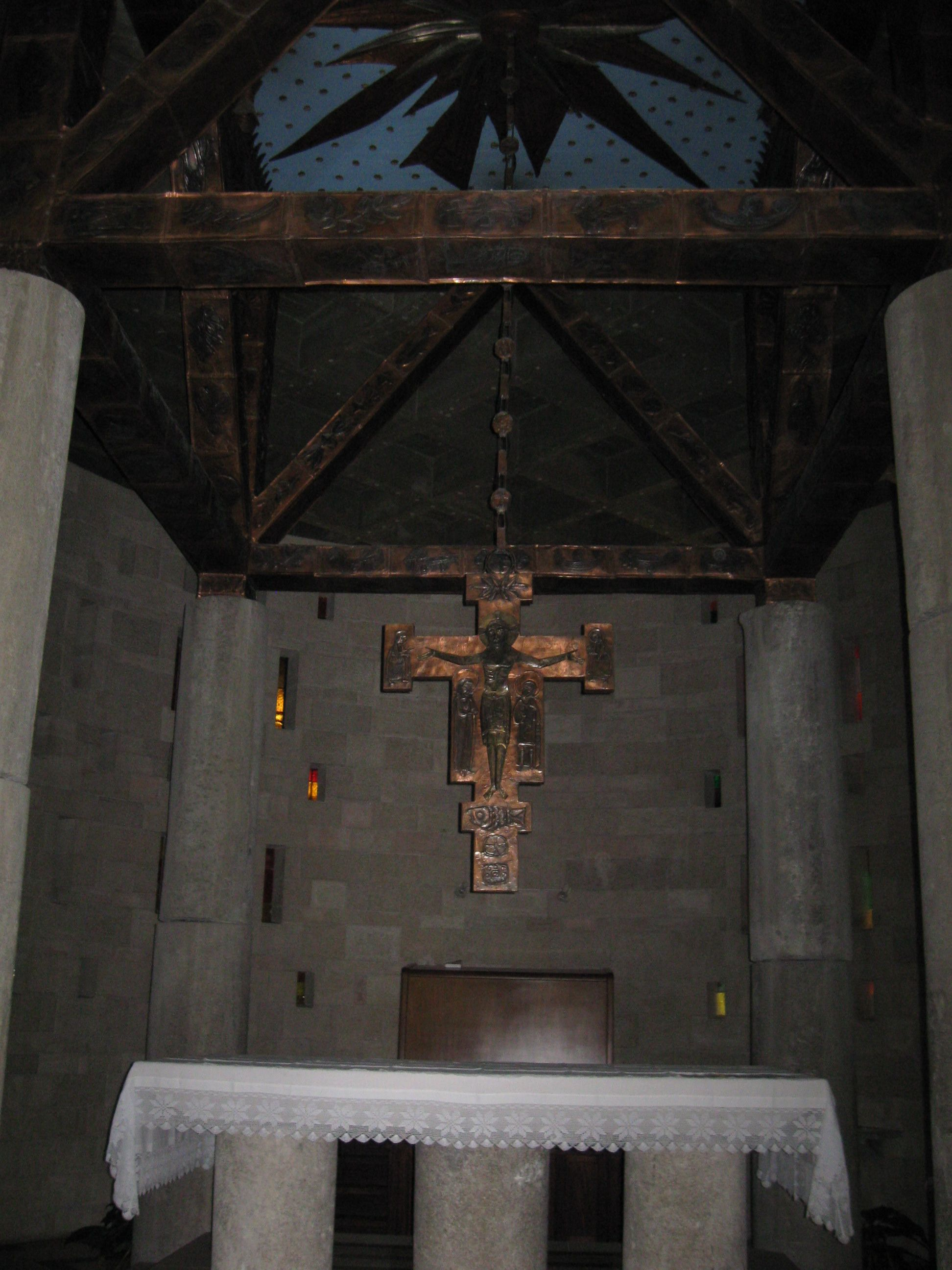
L'altare del Crocifisso
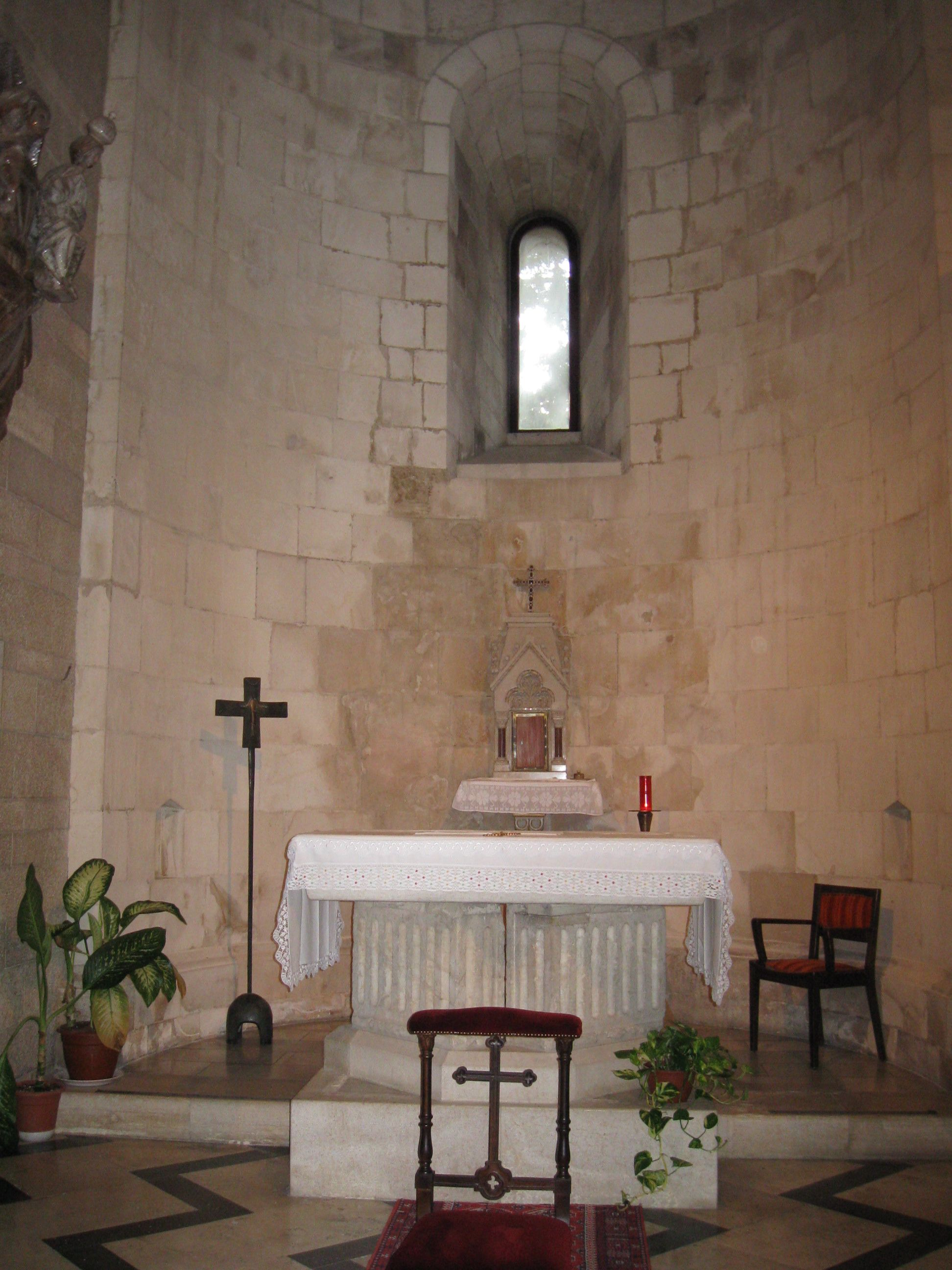
L'abside romanica

#### Basilica superiore

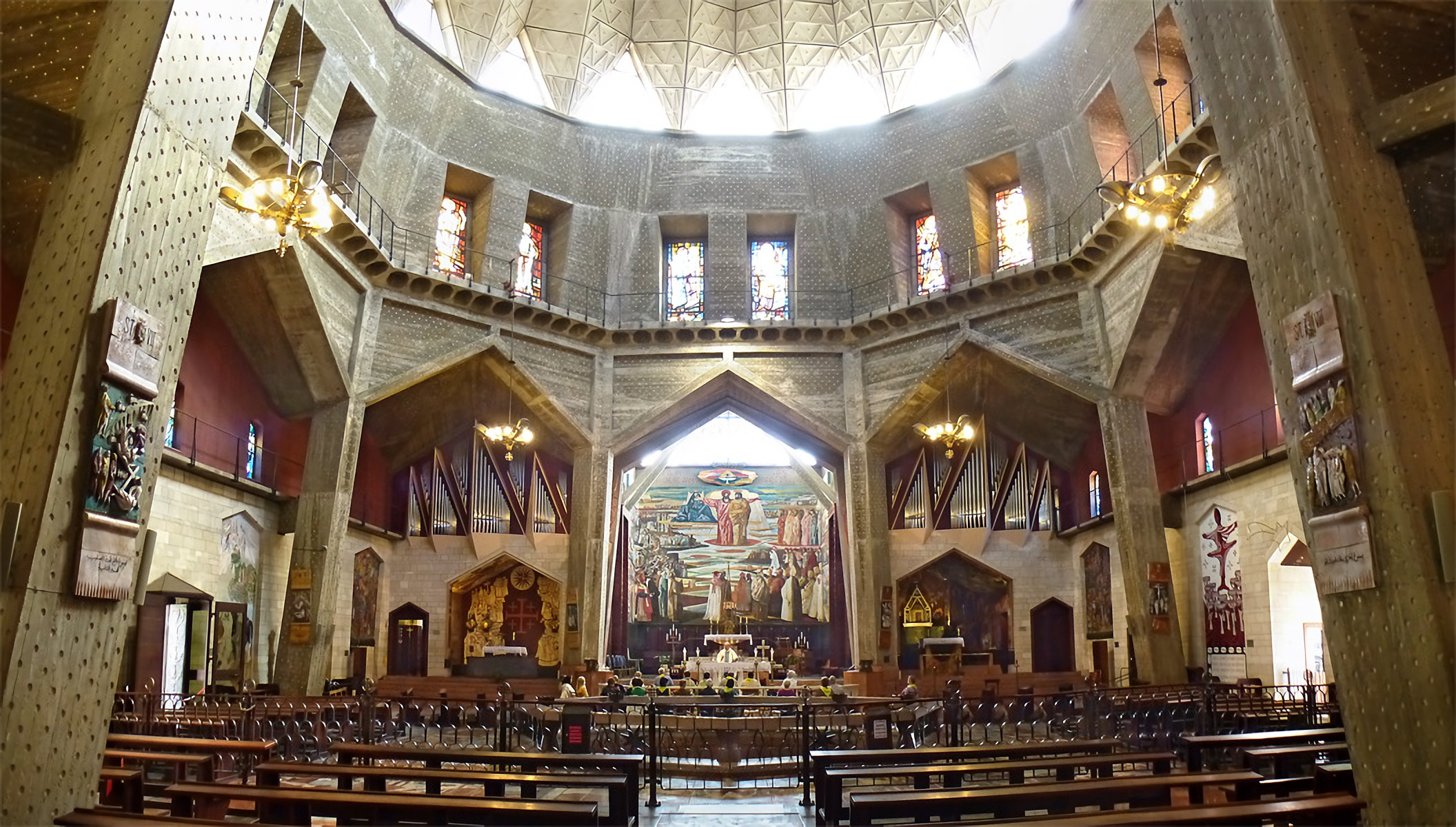
Interno della chiesa superiore

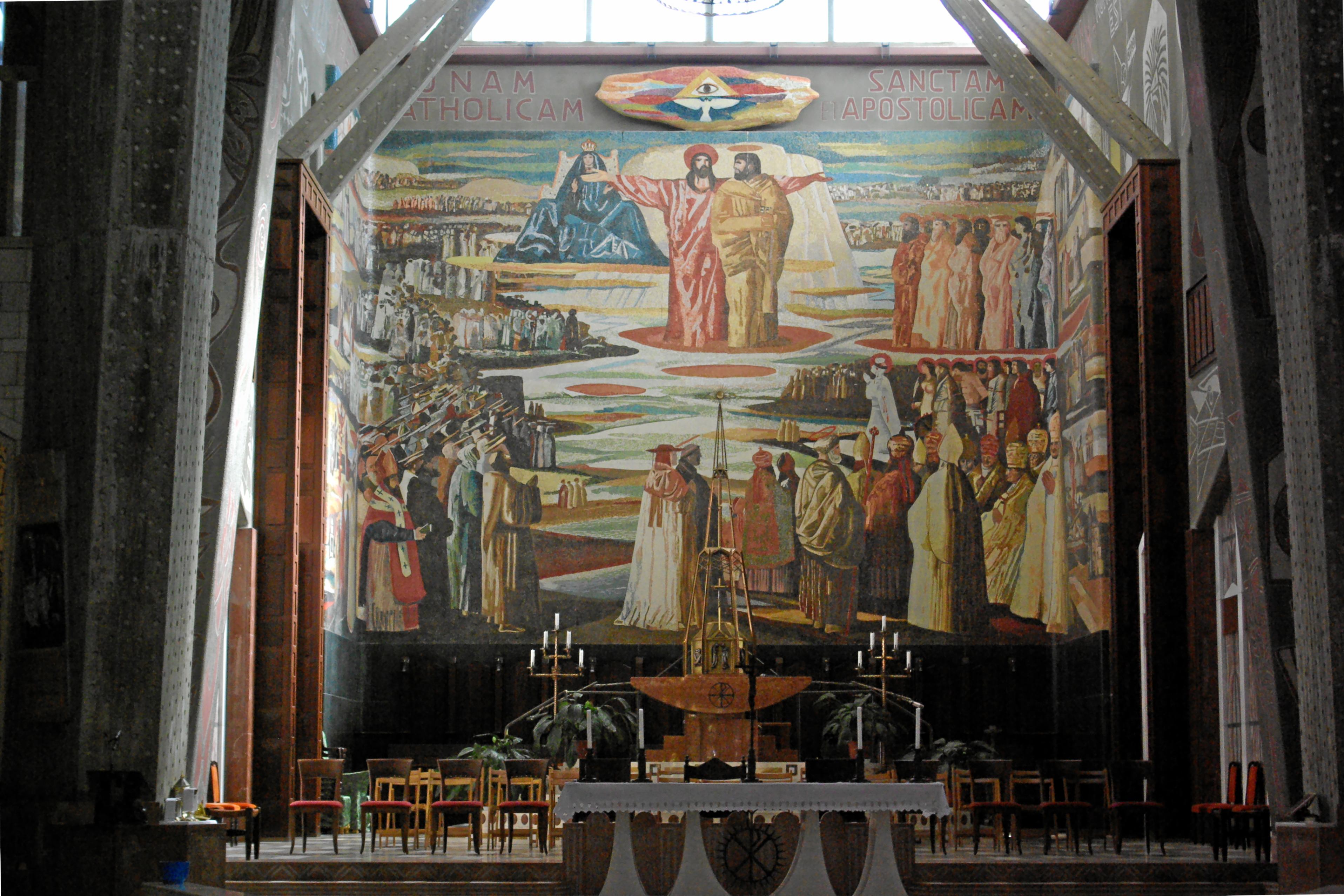
L'abside della basilica superiore

Si accede alla basilica superiore, dedicata a Maria Madre della Chiesa, dall'esterno tramite due portali posti sul fianco sinistro dell'edificio, nei pressi del battistero, piccola costruzione indipendente a pianta ottagonale; c'è anche un ingresso interno, tramite una scalinata che parte dall'angolo a sinistra dell'ingresso della basilica inferiore e sale fino a quella superiore.
La basilica superiore, come quella inferiore, è divisa da pilastri di cemento in tre navate che convergono in un unico spazio ottagonale coperto dalla grande cupola.
Sulla parete della controfacciata, si trova la grande vetrata policroma installata all'interno delle ventiquattro strette monofore della facciata che formano un'unica composizione triangolare. Lungo le pareti delle navate laterali, invece, vi sono varie immagini musive della Vergine Maria donate da diverse nazioni. Inoltre, nella prima campata di ciascuna delle due navate laterali, si trovano quattro mosaici, due a navata, raffiguranti la Consegna delle chiavi a Pietro e il Figliol prodigo a sinistra e la Maddalena che lava i piedi a Gesù e il Buon Pastore a destra.
La cupola copre lo spazio tra le navate e l'abside, in cui si apre, nel pavimento, un grande ottagono che permette di vedere la sottostante grotta dell'Annunciazione. La cupola è costituita da una copertura conica poggiante su un tamburo esadecagonale che presenta, all'esterno, un loggiato con tre aperture per lato. La cupola termina con una massiccia lanterna sormontata da croce, che raggiunge l'altezza di 66 metri.
Oltre lo spazio della cupola, in asse con la navata centrale, si apre l'abside a pianta quadrangolare con copertura piramidale. In essa, si trovano l'altare maggiore in marmi policromi e il tabernacolo con ciborio. La parete fondale è completamente rivestita da un mosaico di 140 metri quadrati dell'artista Salvatore Fiume, raffigurante la Chiesa, una, santa, cattolica e apostolica.
Ai lati dell'abside vi sono le cappelle dedicate a san Francesco d'Assisi, a sinistra, e al Santissimo Sacramento, a destra, con mosaici moderni.

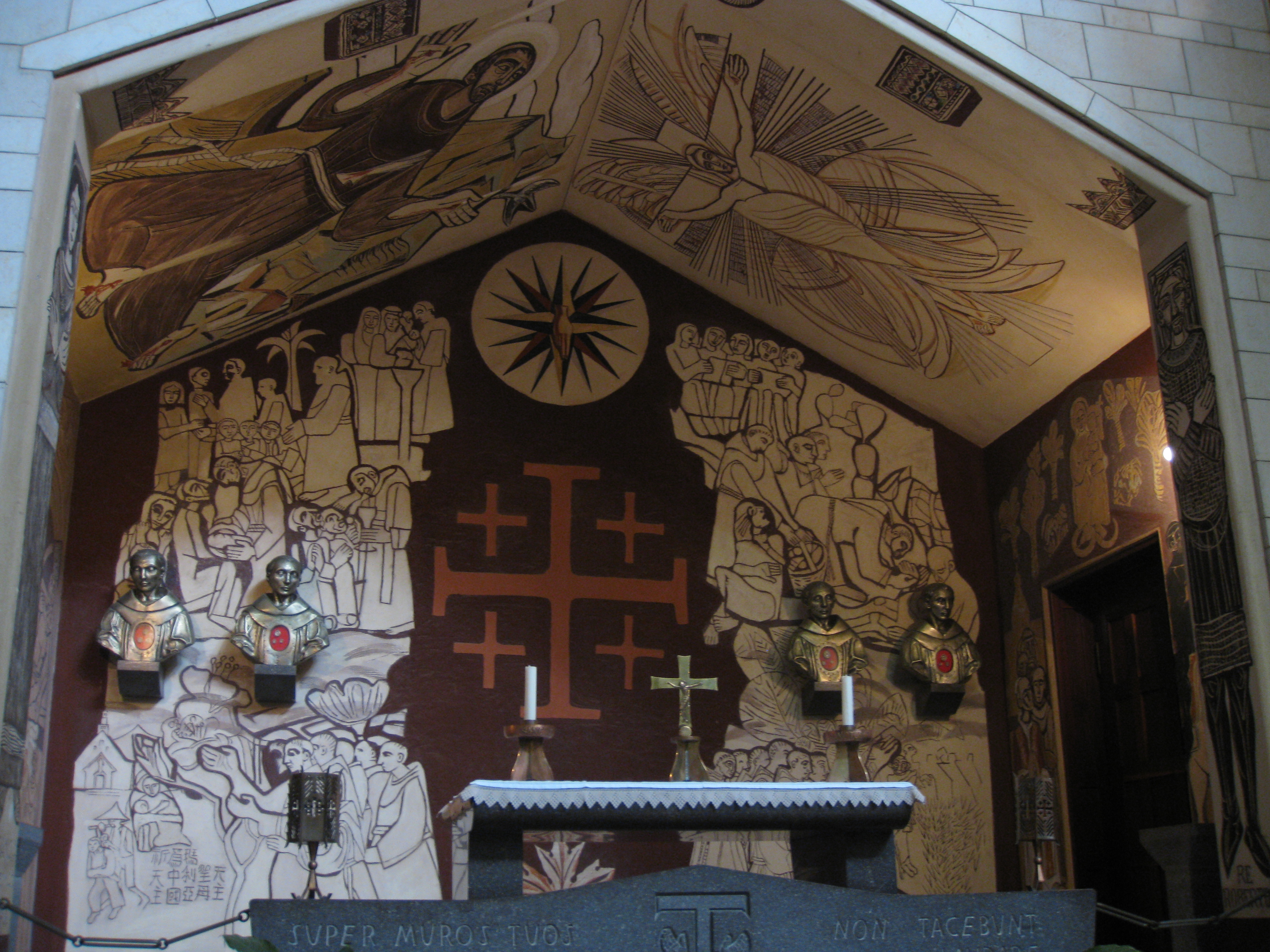
La cappella di San Francesco
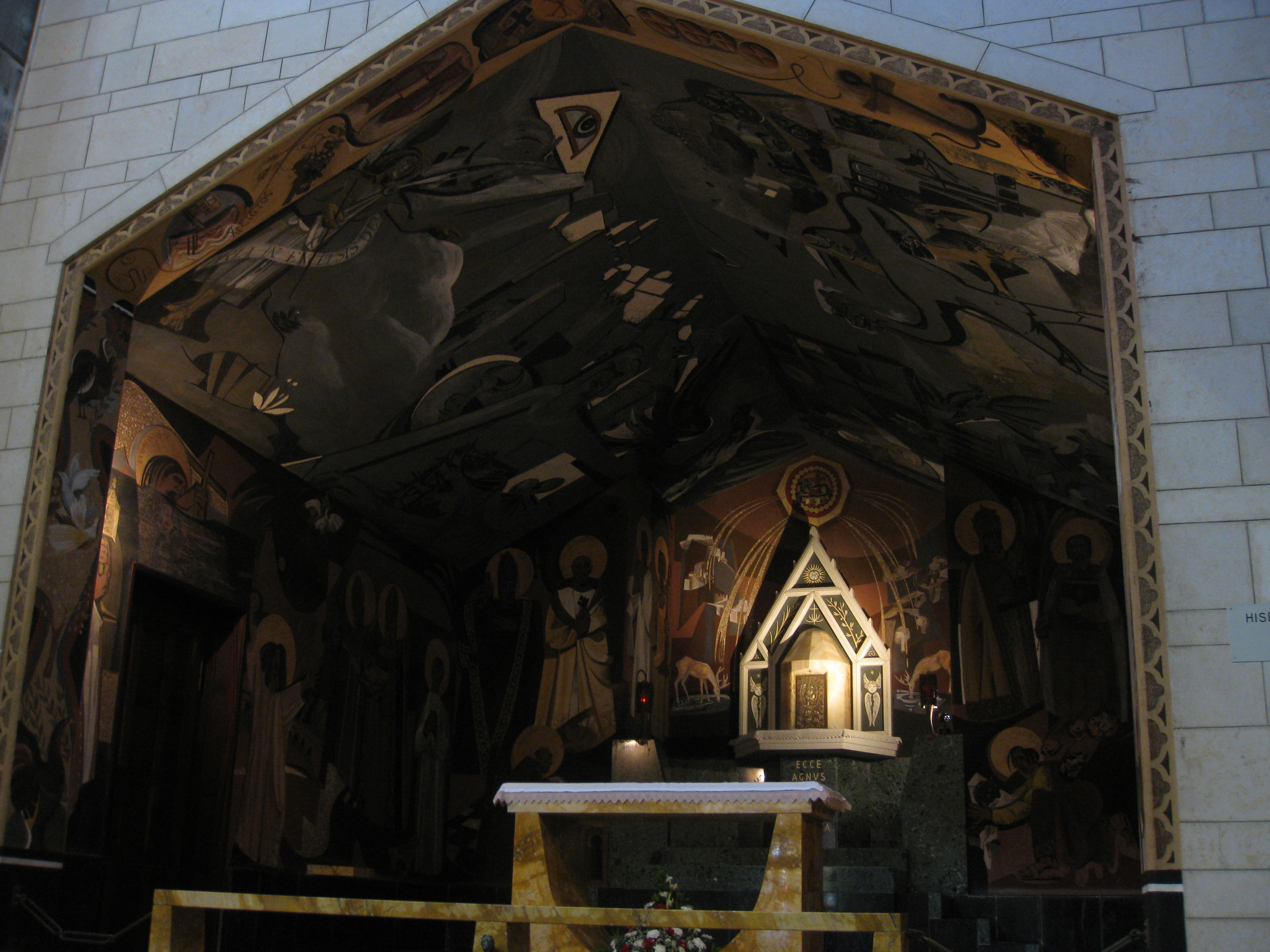
La cappella del Santissimo Sacramento
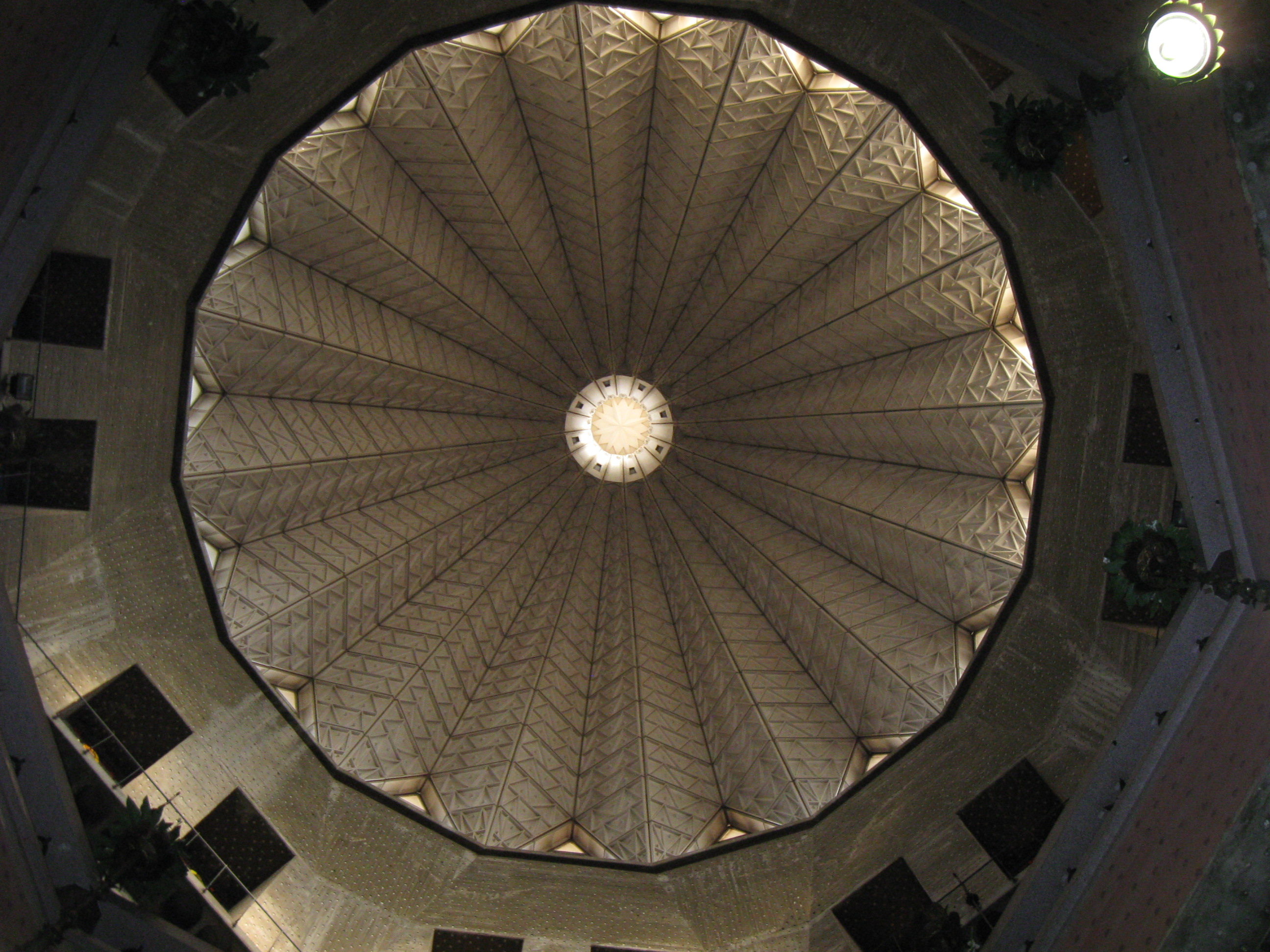
Interno della cupola
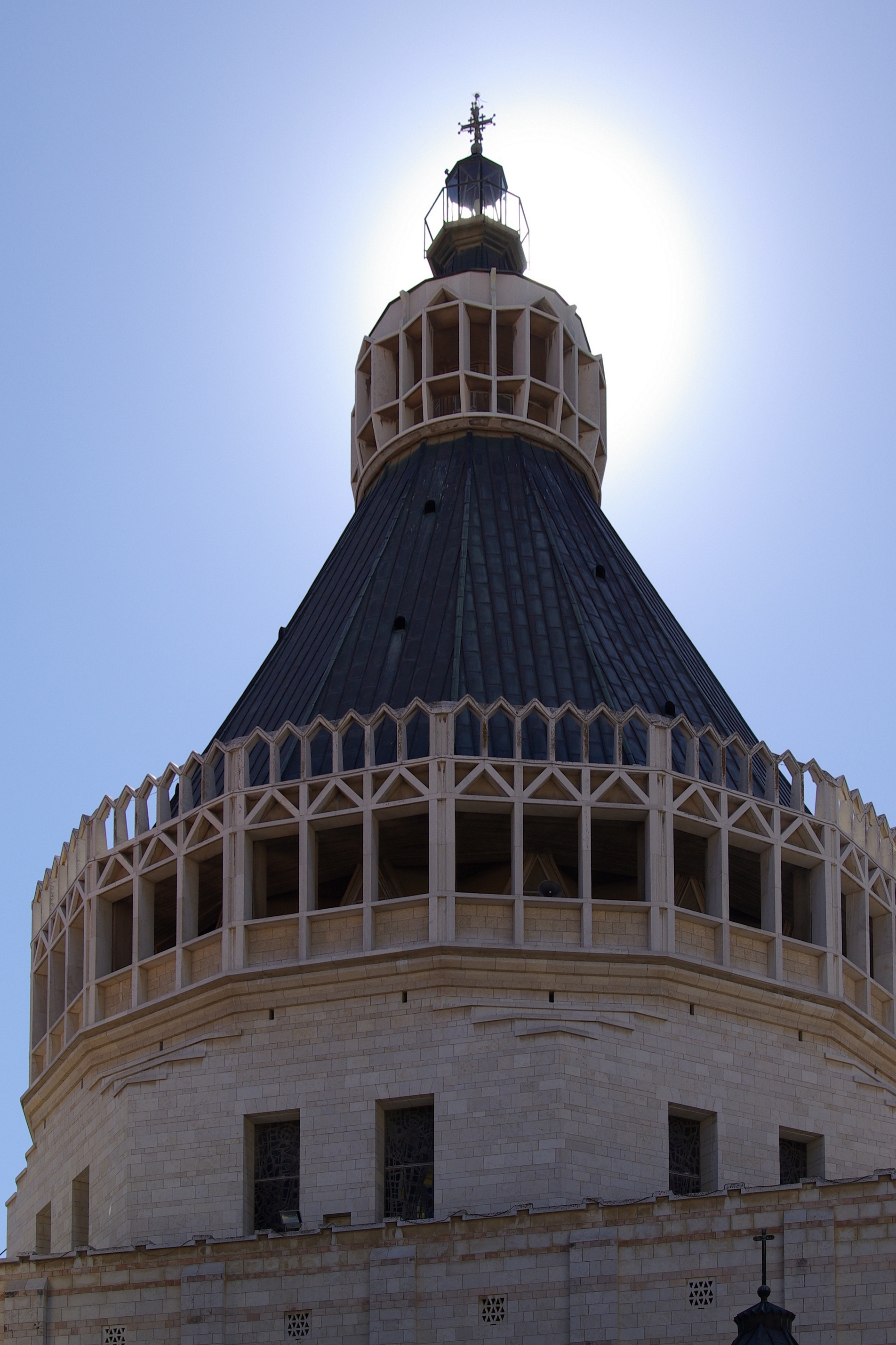
Esterno della cupola

### Organi a canne
Entrambi gli organi della basilica sono stati realizzati nel 2012 dalla ditta austriaca Rieger e sostituiscono strumenti precedenti.
L'organo della chiesa superiore, collocato in due cantorie ai lati dell'abside, dispone di 50 registri ed è a trasmissione elettrica; la sua consolle ha tre tastiere e pedaliera. Quello della chiesa inferiore, anch'esso a trasmissione elettrica, ha 17 registri su due manuali e pedale.